# Hydropsyche pictetorum
Hydropsyche pictetorum är en nattsländeart som beskrevs av Lazar Botosaneanu och Schmid 1973. Hydropsyche pictetorum ingår i släktet Hydropsyche och familjen ryssjenattsländor. Inga underarter finns listade i Catalogue of Life.